# Фергі Фредеріксен
Деніс «Фергі» Фредеріксен (* 15 травня 1951 — 18 січня 2014) — американський співак, колишній вокаліст лос-анджелеського гурту «Toto».
|  | Це незавершена стаття про музиканта або музикантку. Ви можете допомогти проєкту, виправивши або дописавши її. |

1. ↑  Freebase Data Dumps — Google.